# Kakme
Kakme fou un regne probablement irànic del nord-oest de l'Iran a l'est o nord-est del regne de Manna, segurament a l'est del llac Urmia. Es considera que a la segona meitat del segle viii aC (fins al 713 aC) va estar aliat a Urartu, però de la seva història no se'n sap res excepte el que diuen les fonts assíries referit al 719 aC.
El 719 aC cinc ciutats de Manna o sota la seva influència, es van revoltar contra el domini assiri a la regió. Aquestes ciutats eren Sukia, Bala, i Abitikna, Papa i Lallukna, i al cilindre de Khorsdhabad del rei Sargon II (vers 713 aC) es diu que les cinc ciutats havien conspirat en aliança amb la terra de Kakme; en els annals del rei (compostos vers 707 aC) els fets apareixen de manera diferent, ja que només Papa i Lallukna són esmentades conspirant amb Kakme mentre que les altre tres ho van fer amb Rusa I d'Urartu i afegeix que els habitants d'aquestes tres foren deportats a Hatti (Karkemish, Hamath?) i els de les altres dues a Damasc, però aquestes deportacions podrien ser una barreja de dades de l'escrivà.